# Jenggik Utara
Jenggik Utara is een bestuurslaag in het regentschap Oost-Lombok van de provincie West-Nusa Tenggara, Indonesië. Jenggik Utara telt 4048 inwoners (volkstelling 2010).